# Ponašanje gomile
Ponašanje gomile ili instinkt stada opisuje kako se pojedinci u grupi mogu ponašati kolektivno, bez centralizovanog pravca. Termin se može odnositi na ponašanje životinja u krdu, čoporu, jatu ptica, jatu riba itd., kao i na ponašanje ljudskih bića u demonstracijama, neredima i opštim štrajkovima, sportskim događajima, verskim okupljanjima, nasilju u rulji i svakodnevnom donošenju odluka, osuda i formiranju mišljenja.
Rafat, Čater i Frid su predložili integrisani pristup života u gomili, opisujući dva ključna pitanja, mehanizme prenošenja misli ili ponašanje između pojedinaca i šeme povezivanja između njih. Oni su predložili to, da ujedinjavanje različitih teoretskih pristupa ponašanja u gomili, ukazuje na primenjivost tog koncepta u mnogim domenima, od kognitivne nauke do ekonomije.

## Kod životinja
Grupa životinja koja beži od predatora pokazuje prirodu ponašanja u gomili. 1971, u često citiranom članku “Geometry For The Selfish Herd“, biolog evolucionista V.D.Hamilton je tvrdio da svaki pojedini član krda smanjuje sebi opstanak tako što se pomera, što je moguće bliže centru grupe koja beži. Tako grupa, ondosno krdo izgleda kao jedinica koja se zajedno kreće ali njena funkcija proizilazi iz nekoordinisanog ponašanja jedinki koje služe same sebi.

## Razbijanje simetrije
Asimetrično sakupljanje životinja u uslovima panike je viđeno kod mnogih vrsta, uključujući i ljude, miševe i mrave. Teoretski modeli su pokazali razbijanje simetrije slične onim viđenim u empirijskim studijama. Na primer, kada su uspaničene jedinke zatvorene u sobi sa dva jednaka i jednako udaljena izlaza, većina jedinki će odabrati jedan izlaz dok će se manjina opredeliti za drugi.
Mogući mehanizmi za ovo ponašanje uključuju Hamiltonovu teoriju o sebičnom krdu, kopiranje komšije ili nusproizvod komunikacije društvenih životinja ili pozitivne povratne informacije bežanja.
Karakteristike paničnog bega uključuju:
- Jedinke pokušavaju da se kreću brže nego što je normalno.
- Interakcija između jedinki postaje fizička.
- Izlazi postaju izbočeni i začepljeni.
- Bekstvo se uporava padom jedinki koje postaju prepreka.
- Jedinke pokazuju sklonost ka masi ili kopiranju ponašanja.
- Alternativni ili manje korišćeni izlazi su previđeni.[4][6]

## U ljudskim društvima
Filozofi Soren Kerkegard i Fridrih Niče su, među prvima koji kritikuju ono što su nazvali “gomila“ (Kerkegard) i “moral krda“ i “instinkt krda“ (Niče) u ljudskom društvu. Moderno psihološko i ekonomsko istraživanje je identifikovalo ponašanje gomile da bi objasnilo fenomen velikog broja ljudi koji se ponašaju na isti način u isto vreme. Britanski hirurg Vilfred Troter je popularizovao frazu “ponašanje gomile“ u njegovoj knjizi, ''Instincts of the Herd in Peace and War''(1914).U knjizi,''The Theory of the Leisure Class'', Torstejn Veblen je objasnio ekonomsko ponašanje u uslovima društvenog uticaja kao što je “imitacija“, gde neki članovi krupe imitiraju članove višeg statusa. U knjizi "The Metropolis and Mental Life" (1903), rani sociolog Georg Zimel se obraćao “impulsu društvenosti kod čoveka“ i tragao da opiše “forme udruživanja po kojima mala grupa odvojenih pojedinaca formira 'društvo' “. Drugi društveni naučnici su istraživali ponašanja koja se odnose na život u gomili, kao što je Frojd (Psihologija mase), Karl Jung(Kolektivna nesvesnost) i Gustav Le Bon (Popularni um). Teorija gomile, posmatrana u neljudskim društvima je relativan koncept koji se istražuje dok se dešava u ljudskom društvu.

### Berzanski mehuri
Veliki berzanski trendovi često počinju i završavaju periodima pomahnitale kupovine (mehuri) ili prodaje (krahovi). Mnogi posmatrači ovo vide kao čist primer ponašanja gomile koje je iracionalno i vođeno emocijama – pohlepa kod mehura, strah kod krahova. Pojedini investitori se udružuju u masu drugih da bi ušli ili izašli sa tržišta.
Neki sledbenici tehničke analize,Škole investiranja, vide ponašanje gomile investitora kao primer ekstremnog tržišnog osećanja. Akademska studija o finansijskom ponašanju je identifikovala ponašanje gomile u kolektivnoj iracionalnosti investitora, naročito u radu nobelovaca Vernona L. Smita, Amos Tverskija, Danijela Kanemana i Roberta Šilera.
Hej i Morone (2004) su analizirali model ponašanja gomile u tržišnom kontekstu. Njihov rad se odnosi na najmanje dva važna polja u književnosti. Prvo od ovih polja se odnosi na ponašanje gomile u netržišnom kontekstu. Prvobitne reference su Benerje (1992) i Bikčandani, Hiršlejfer i Velč (1992) i obe su pokazale da ponašanje u gomili može rezultirati iz privatnih informacija koje nisu jano deljene. Još specifičnije, oba ova članka su pokazala da će jedinke, ponašajući se redom na bazi privatnih informacija i javnog znanja o ponašanju ostalih, završiti tako što će odabrati društveno nepoželjnu opciju. Drugo polje u književnosti koje motiviše ovaj izveštaj jeste sakupljanje informacija u tržišnom kontekstu. Veoma rana referenca je klasičan rad Grosmana i Stiglica (1976) koji je pokazao da, uniformisani trgovci, u tržišnom kontekstu, mogu postati informisani kroz cenu, na takav način da su privatne informacije sakupljenje ispravno i efikasno. U ovom polju književnosti, najčešće korišćene empirijske metodologije za testiranje života u gomili, prema proseku, jesu radivi Kristi i Huanga (1995) i Čanga, Čenga i Korana (2000). Sve u svemu, pokazano je da je moguće posmatrati tip ponašanja, kao što je ponašanje gomile, u grupnom kontekstu. Rezultati se odnose na tržište sa dobro definisanim osnovnim vrednostima. Čak iako se grupno ponašanje može retko posmatrati, ovo ima važne posledice za čitav niz realnih tržišta – naročito za devizno tržište.
Jedan takav incident ponašanja gomile, bio je promenljivost cene oko uranijumskog mehura 2007.godine, koji je počeo poplavom Sigar Lejka u Saskatčevanu, tokom 2006.godine.

### U gomilama
Glavni članak: Psihologija mase
Masa ljudi koja se skupi zbog žaljenja može uključiti i ponašanje gomile koje se pretvara u nasilno, naročito ako je masa suočena sa opozicijom, etničkom ili verskom grupom. Neredi u Los Anđelesu, 1992.godine, neredi zbog regrutacije u Nju Jorku i rasni neredi u Tulsi su ozloglašeni u Američkoj istoriji. Ideja o “grupnom umu“ ili “ponašanju rulje“ je ustanovljena od strane francuskih društvenih sociologa Gabrijel Trejda i Gustav Le Bona.

### Svakodnevno donošenje odluka
“Benigno“ ponašanje gomile se često može desiti u svakodnevnim odlukama baziranim na učenju iz informacija drugih, kao na prmer, kada osoba na ulici odluči u koji će, od dva ponuđena restorana, da večera. Pretpostavimo da oba izgledaju privlačno, ali oba su prazna zato što je rano uveče; tako da slučajnim uzorkom, ova osoba bira restoran A. Ubrzo nakon toga, jedan par šeta niz istu ulicu, u potrazi za mestom gde će večerati. Oni vide da restoran A ima mušterije, dok je restoran B prazan i biraju restoran A, pod pretpostavkom da ga upravo to, što ima mušterije, čini boljim izborom. Zato što i drugi prolaznici rade istu stvar celo veče, restoran A ima veći promet te večeri od restorana B. Ovaj fenomen se takođe odnosi na kaskade informacija.

## U marketingu
Ponašanje gomile je često korisna alatka u marketingu i, ako se ispravno koristi, može voditi do povećanja prodaje i promena u strukturi društva. Dok je pokazano da finansijski podsticaj utiče na to da veliki broj ljudi preduzme akciju, kod grupnog mentaliteta često preovladava slučaj: "Radi kao što i drugi rade.“

### Ponašanje gomile u uspehu brenda i proizvoda
Komunikacione tehnolige su doprinele proliferaciji potrošačkog izbora i “moći rulje“. Potrošači sve više imaju pristup opcijama i informacijama i od onih kojikreraju i od onih koji formiraju mišljenja na platformama koje imaju velikim delom sadržinu proizvedenu od strane korisnika i tako imaju više alatki sa kojima mogu da završe proces donošenja odluka. Popularnost se gleda kao indikacija boljeg kvaliteta i potrošači će koristiti mišljenja drugih koja su postavljena na ovim platformama kao snažan kompas, da ih vodi prema proizvodima i brendovima koji su u skladu sa njihovim predrasudama i odlukama jednakih u njihovoj grupi. Uzimajući u obzir razlike u potrebama i njihovoj poziciji u procesu socijalizacije, Lezing & Park su ispitali grupe studenata i domaćica i uticaj koji, ove referentne grupe, imaju jedni na druge. Putem mentaliteta gomile, studenti su težili da ohrabre jedan drugog po pitanju piva, hamburgera i cigareta, dok su domaćice težile da ohrabre jedna drugu kada je u pitanju nameštaj i deterdžent. Iako je ova studija bila urađena 1997.godine, ne mogu se odbaciti njeni nalazi i u današnjem društvu. Jedna studija, urađena od strane Burkea, Lejkina, Lija i Zanga, 2014.godine o društvenom uticaju na ponašanje kupca, pokazuje da direktna interakcija sa kompanijama ima uticaj na kupce i kako veličina grupe raste, tako ponašanje gomile postaje očiglednije. Diskusije koje stvaraju uzbuđenje i interesovanje imaju veći uticaj na učestalost dodira i verovatnoća kupovine raste sa većim učešćem, prouzrokovanim od strane velike grupe. Kupci u ovom tržnom centru, u Srednje-Zapadnoj Americi su bili posmatrani i njihove kupovine zapisane i, do određene tačke je zapaženo da, potencijalne mušterije više vole da buduu prodavnicama sa umerenim nivoom prometa. Ostali ljudi u prodavnici nisu poslužili samo kao društvo već su takođe poslužili kao zaključna tačka na koju su se druge mušterije mogle ugledati i donositi odluke o kupovini, kao u bilo kojoj referentnoj grupi ili zajednici.
Društveni mediji mogu takođe biti snažna alatka u ponavljanju ponašanja gomile, tj.krda. Njena neizmerljiva količina sadržaja proizvedena od strane korisnika, služi kao platforma, za one koji usmeravaju mišljenja, da stanu na binu i da utiču na odluke o kupovini i preporuke onih koji su im ravni i dokaz pozitivnog online iskustva, sve to zajedno služi da se pomogne mušterijama da donesu odluku o kupovini. Gunavanova i Hjuarngova studija iz 2015.godine je zaključila da je društveni uticaj neophodan za formulisanje stavova prema brendovima, što nakon toga vodi do namere za kupovinom. Oni koji vrše uticaj formiraju norme koje prate njima ravni ljudi i ciljanje ka ekstravertnim ličnostima još više povećava mogućnost kupovine. To je tako zato što jače ličnosti teže ka tome da budu uključene u mušterijske platforme i tako verbalno efikasnije šire informacije. Mnogi brendovi su počeli da shvataju važnost brend-ambasadora i ljudi koji utiču na njih i još jasnije se pokazuje da ponašanje krda može biti korišćeno da poveća prodaju ili profit bilo kog brenda, kroz proučavanje ovih slučajeva.

### Ponašanje gomile u društvenom marketingu
Marketing može lako nadmašiti komercijalne korene, pošto može biti korišćen da ohrabri akcije koje imaju veze sa zdravljem, okolinom i opštim društvom. Mentalitet krda, odnosno gomile, često sedi u prvom redu što se tiče društvenog marketinga, krčeći put za kampanje kao što su Dan Zemlje i raznolike anti-pušačke i kampanje anti-gojaznosti koje su viđene u svim zemljama. Unutar kultura i zajednica, oni što vrše marketing moraju ciljati da utiču na vođe mišljenja koji, nakon toga, utiču jedan na drugog, pošto je mentalitet krda, u bilo kojoj grupi ljudi taj koji osigurava uspeh društvene kampanje. Kampanja koju je vodio Som la Pera, u Španiji, protiv gojaznosti tinejdžera, je utvrdila da su kampanje, koje su vođene u školama, efikasnije zbog uticaja nastavnika i njima sličnima i zbog lake vidljivosti medjusobne interakcije đaka.Vođe mišljenja u školama su stvorili logo i brending za kampanju, napravili su sadržaj za društene medije i održavali su prezentacije u školama da bi izazvali interakciju publike. Zato je zaključeno da je uspeh kompanije bio ukorenjen u činjenici da su njena sredstva komunikacije bila sama publika, davajući ciljanoj publici smisao vlasništva i osnaživanje. Kao što je ranije pomenuto, studenti vrše visok nivo uticaja jedni na druge i ohrabrivanjem jačih ličnosti da vode mišljenja, organizatori kampanje su mogli da osiguraju pažnju ostalih studenata koji su se identifikovali sa referentnom grupom.
Ponašanje krda se ne odnosi samo na studente u školama, gde su oni veoma vidljivi već i među zajednicama gde prethodno izvršene akcije igraju važnu ulogu.
Između 2003. I 2004.godine, državni univerzitet Kalifornije je sproveo studiju da bi izmerio štednju energije u domaćinstvu kao i motivaciju za štednju. Saznali su da faktori kao što su zaštita okoline, štednja novca ili društvena odgovornost nisu imali tako veliki uticaj na svako domaćinstvo kao što je opažanje ponašanja njihovih komšija. Iako finansijski podsticaj štednje novca, odmah zatim i moralni podsticaj zaštite okoline, za koje se često smatra da su najveći kompas jedne zajednice, više domaćinstava je reagovalo na to da štedi energiju kada im je bilo rečeno da 77% njihovih komšija koristi ventilatore umesto klime, dokazujući da će se društva uključiti u takvo ponašanje ako misle da svi već učestvuju.

## Literatura
- Bikhchandani, Sushil; Hirshleifer, David; Welch, Ivo (1992). „A Theory of Fads, Fashion, Custom, and Cultural Change as Informational Cascades”. Journal of Political Economy. 100 (5): 992—1026. JSTOR 2138632. doi:10.1086/261849.
- Troter, Vilfred (1914). The Instincts of the Herd in Peace and War.
- Brunermejer, Markus Konrad . Asset Pricing under Asymmetric Information: Bubbles, Crashes, Technical Analysis, and Herding. Oxford, UK ; New York.
- Rok, Lorens (2006). „An Economic Psychological Approach to Herd Behavior”. Journal of Economic Issues. 40 (1): 75—95. S2CID 151191884. doi:10.1080/00213624.2006.11506883..
- Hamilton, V. D. (1970). Geometry for the Selfish Herd. Diss. Imperial College.
- Stanford, Craig B. (2002). „Avoiding Predators: Expectations and Evidence in Primate Antipredator Behavior”. International Journal of Primatology. 23 (4): 741—757. S2CID 34032535. doi:10.1023/A:1015572814388.
- Ottaviani, Marco; Sørensen, Peter (2000). „Herd Behavior and Investment: Comment”. American Economic Review. 90 (3): 695—704. JSTOR 117352. doi:10.1257/aer.90.3.695.
- Altshuler, E.; Ramos, O.; Núñez, Y.; Fernández, J.; Batista‐Leyva, A. J.; Noda, C. (2005). „Symmetry Breaking in Escaping Ants”. The American Naturalist. 166 (6): 643—649. PMID 16475081. S2CID 7250726. doi:10.1086/498139..
- Hey, John D.; Morone, Andrea (2004). „Do Markets Drive Out Lemmings-or Vice Versa?”. Economica. 71 (284): 637—659. JSTOR 3548984. S2CID 153687859. doi:10.1111/j.0013-0427.2004.00392.x.